# Rio Slave

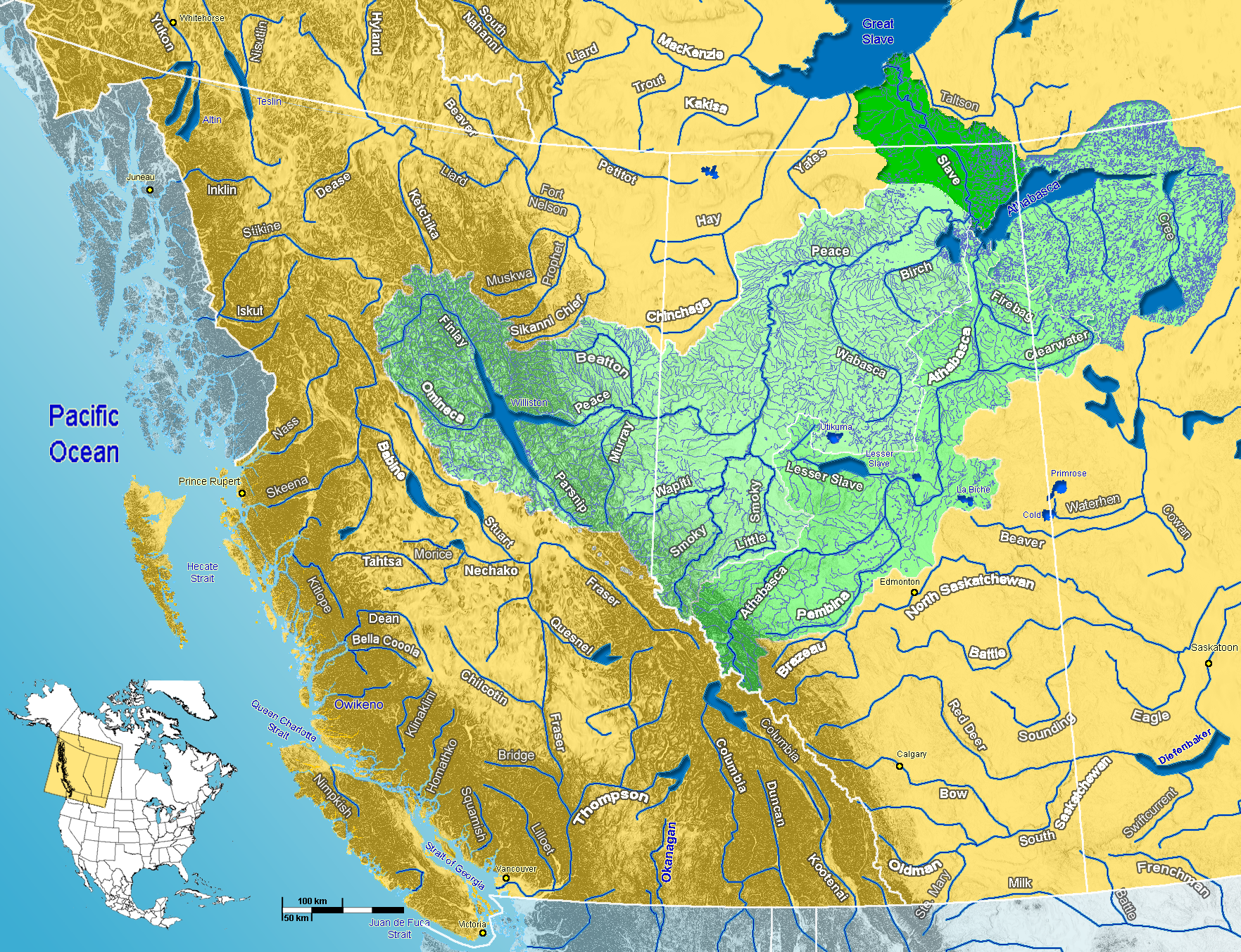
Bacia Hidrográfica do Rio Slave

O Rio Slave é um rio canadense que flui da confluência da Rivière des Rochers e do rio Peace no nordeste de Alberta e deságua no Grande Lago do Escravo nos Territórios do Noroeste. Acredita-se que o nome do rio deriva do nome do grupo Slavey das Primeiras Nações Dene, Deh Gah Got'ine, na língua atabascana.